# Соболево (Переславский район)
Соболево — деревня в Переславском районе Ярославской области России. На уровне муниципального устройства входит в состав городского округа Переславль-Залесский. До 2018 года входила в состав Рязанцевского сельского поселения.

## География
Деревня находится в южной части области, в зоне хвойно-широколиственных лесов, на правом берегу реки Тошмы, на расстоянии примерно 17 километров (по прямой) к северо-востоку от города Переславль-Залесский, административного центра района. Абсолютная высота — 159 метров над уровнем моря.

### Климат
Климат характеризуется как умеренно континентальный, с умеренно холодной зимой и относительно тёплым влажным летом. Среднегодовая температура воздуха — 3,5 °C. Средняя температура воздуха самого холодного месяца (января) — −13,3 °C (абсолютный минимум — −39,5 °C); самого тёплого месяца (июля) — 18 °C (абсолютный максимум — 37 °C). Безморозный период длится около 214 дней. Годовое количество атмосферных осадков составляет около 646 мм, из которых большая часть выпадает в тёплый период. Снежный покров держится в среднем в течение 151 дня.

### Часовой пояс
Соболево, как и вся Ярославская область, находится в часовой зоне МСК (московское время). Смещение применяемого времени относительно UTC составляет +3:00.

## Население
| 1859 | 1905 | 1926 | 2007 | 2010 |
| ---- | ---- | ---- | ---- | ---- |
| 64   | ↗66  | ↗107 | ↘0   | →0   |